# The Cyber Shinobi
The Cyber Shinobi ist ein Jump ’n’ Run für das Sega Master System. Es erschien im April 1990 in Europa und Australien. Es ist die Fortsetzung zu Shinobi von 1987 und Teil der Shinobi-Spieleserie.

## Handlung
Der Titel spielt zu einer nicht näher bestimmten Zeit im 21. Jahrhundert. Der Enkel des Ninja-Meisters Joe Musashi ist auf einer Mission, um die Schergen von Cyber-Zeed zu besiegen. Er soll verhindern, dass Cyber-Zeed seine gestohlenen Plutoniumvorräte auf der ganzen Welt abfeuert. Die Schauplätze umfassen eine Baustelle, einen Hafen, einen Hubschrauberlandeplatz, einen Dschungel, einen Wasserfall und das Versteck des Feindes.

## Spielprinzip
Die Steuerung des Spiels unterscheiden sich stark vom ursprünglichen Shinobi. Der Spieler schlüpft in die Rolle des Enkels von Joe Musashi und muss sich durch eine Reihe von sechs Leveln kämpfen. Obwohl das Ziel des Spiels immer noch darin besteht, das Ende der Level zu erreichen und dann gegen einen Boss zu kämpfen, wird der Spieler an bestimmten Punkten jeder Stufe daran gehindert, weiterzumachen. Denn er muss zuerst auf einem Bildschirmmalle Feinde besiegen. Der Spieler kann mit dem Schwert oder mit dem Shuriken die Feinde eliminieren.

## Rezeption
Das Spiel bekam von Sega Pro 68 von 100 Punkten. Es wurde ein Mangel an Inhalt und eine zu geringe Schwierigkeit kritisiert. Richard Leadbetter gab dem Spiel eine Wertung von 46 % und verglich es mit der Master-System-Version des ursprünglichen Shinobi.